# Luzerner Zeitung
La Luzerner Zeitung (LZ) est un quotidien suisse régional de langue allemande, issu de la fusion en 1991 de deux autres quotidiens : le Luzerner Tagblatt et le Vaterland.
Elle porte le nom de Neue Luzerner Zeitung de 1996 à 2016.

## Histoire
La Luzerner Zeitung (LZ) voit le jour en octobre 1991 à la suite du rachat du quotidien Luzerner Tagblatt (fondé en 1852 à Lucerne et principal journal radical de Suisse centrale, 38 400 exemplaires en 1990) par l'imprimerie Maihof, qui publiait le Vaterland (quotidien fondé en 1871 à Lucerne, proche du Parti démocrate-chrétien). 
Le nouveau journal dépasse les Luzerner Neuste Nachrichten (LNN, fondées en 1897 à Lucerne, 54 800 exemplaires en 1970), jusque-là en position dominante, en nombre de lecteurs, puis en 1994 sur le marché des annonceurs grâce au consortium Swisspool. Les négociations engagées en 1993 avec Ringier, propriétaire des LNN, aboutissent en septembre 1995 à la fusion de la LZ et des LNN et à la création de la Neue Luzerner Zeitung en janvier 1996. La LZ possède alors 51 % du capital de sa maison d'édition et Ringier 49 %. En 2002, la NZZ rachète les actions de Ringier, prenant ainsi une participation de 33 % dans la société mère (62 % en 2008).  
La Neue Luzerner Zeitung reprend le nom de Luzerner Zeitung en 2016,.  
Le journal perd en 2019 son édition du samedi et sa déclinaison dominicale Zentralschweiz am Sonntag (de) au profit de l'hebdomadaire Schweiz am Wochenende (de),.

## Rédacteur en chef
- depuis 2016 : Jérôme Martinu[9]
- 1993 - 2016 : Thomas Bornhauser[10]

## Tirage
- 1992 : 80 644 exemplaires[5]
- 2007 : 130 200 exemplaires[2]